# Geodætisk kuppel
En geodætisk kuppel er en moderne kuppelkonstruktion, der består af et netværk af standardiserede enheder, f.eks. korte stål- eller aluminiumsrør, som sammensættes til et system af trekanter, dækket af eller udfyldt med et let materiale som letmetal, plast eller karton.
Den geodætiske kuppel, som således omfatter en sfærisk form men bæres af gennemgående rette enheder, giver overordentlig lette rumkonstruktioner med teoretisk set ubegrænsede dimensioner.